# Arrecife Alacranes Nemzeti Park
Az 1994-ben alapított Arrecife Alacranes Nemzeti Park (jelentése: Skorpió-zátony Nemzeti Park) Mexikó Yucatán államának Progreso községéhez tartozik, mintegy 120 km-rel északra fekszik a Yucatán-félsziget partjaitól a Mexikói-öbölben. A korallzátony-együttes 2008 óta szerepel a Ramsari egyezmény által védett területek listáján.

## Leírás
A terület a Mexikói-öböl legnagyobb korallzátonya és az egyetlen, mely Yucatán államhoz tartozik. Az együttes alkotóelemei a félkör alakban húzódó korallsáv, a belső öböl és öt sziget: az Isla Pájaros (Madarak szigete) vagy Isla Blanca (Fehér-sziget), az Isla Chica (Lány-sziget), az Isla Pérez, az Isla Muertos (Halottak szigete) vagy Isla Desertora (Katonaszökevény-sziget) és az Isla Desterrada (Számkivetett-sziget). A nemzeti parkot létrehozó rendelet két különösen védett magterületet is kijelöl, az északit és a délit, melyek együttesen az egész park 9,5%-át teszik ki.

## Látogatás, turizmus

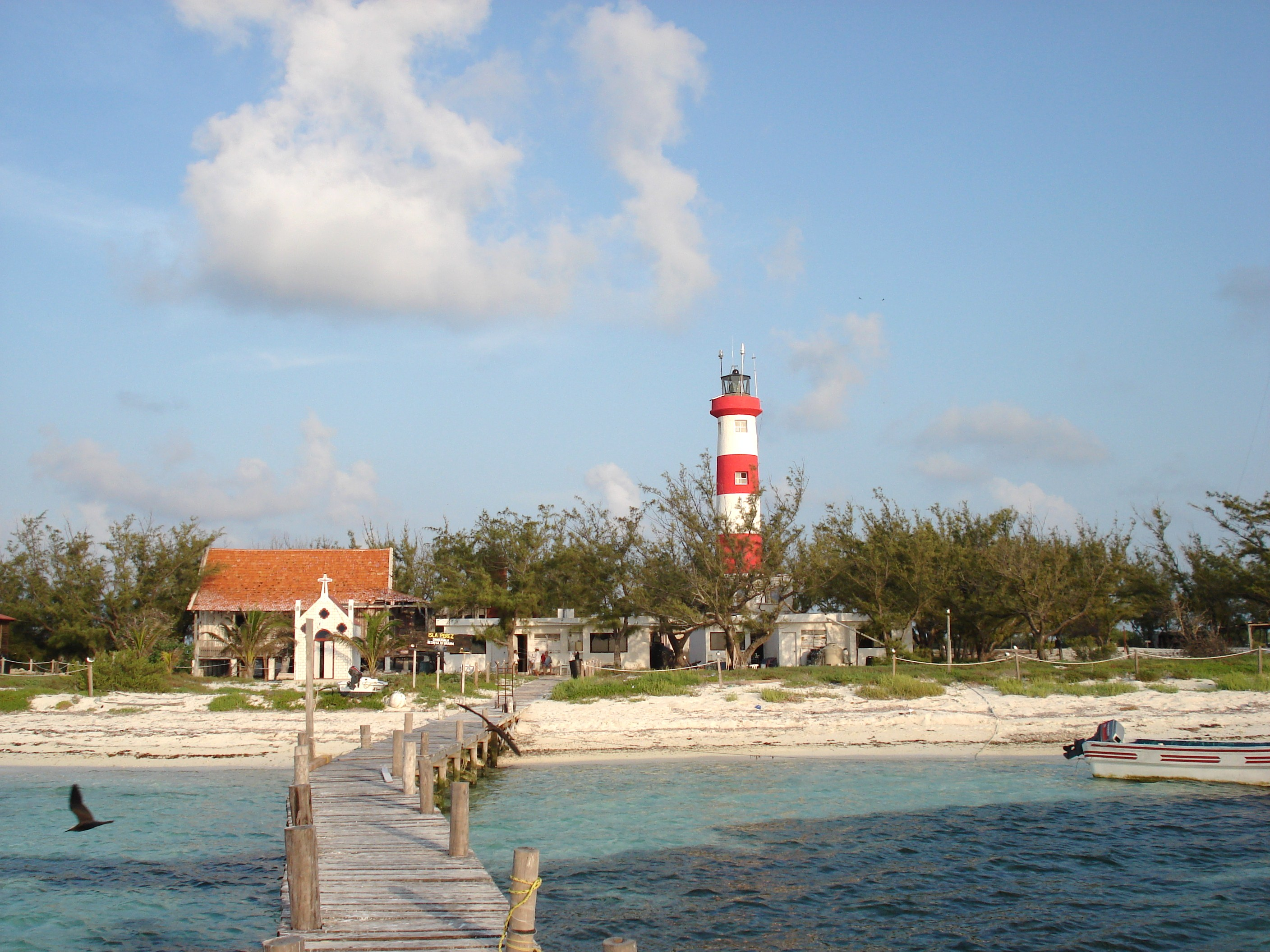
Az Isla Pérez partja

A rendkívül gazdag tengeri élővilág sok turistát vonz a területre. Fejlett a búvárturizmus: a víz alatt a korallzátonyok különleges élőlényei mellett 15. századi hajóroncsok is felfedezhetők. Vannak horgászatra, halászatra kijelölt területek is, és számos ritka madárfajt is megfigyelhetünk.
A Skorpió-zátony kizárólag tengeri úton közelíthető meg, a legközelebbi kikötő Progresóban van. A látogatásra a júniustól szeptemberig tartó időszak a legajánlatosabb, mivel a szelek ekkor csendesek és más időjárási körülmények is ekkor a legmegfelelőbbek, az éghajlat igen meleg.
A területen nincs vásárlási lehetőség, így ételt és ivóvizet mindenkinek magának kell hoznia. Tilos behozni olyan élőlényeket, melyek itt nem honosak, háziállatokat és növények magjait sem. Az élőlényeket és élőhelyeket károsítani szigorúan tilos, a kagylók, korallok gyűjtése is kerülendő, az esetlegesen képződő szemetet pedig vissza kell vinni magunkkal. Táborozásra kizárólag az Isla Pérez nyugati partja alkalmas, itt vécéket és cölöpkunyhókat is találhatunk. A tűzrakás azonban a környéken élő teknősök miatt tilos.

## Élővilág
A szigeteken 29-féle növényfajt írtak le eddig, közülük több endemikus, például a Cakile edentula nevű virág helyi változata vagy a Cenchrus insularis. Különös védelmet élvez a vörös és a fekete mangrove.
A rendkívüli fajgazdagság miatt felsorolni is lehetetlen az itt élő állatokat. Koralljai közül kiemelendő a Plexaura homomalla, a Plexaurella dichotoma, az Acropora cervicornis és az Acropora palmata, madarai közül az álarcos szula, melynek 7500 párja fészkel itt, mely az Atlanti-óceán legnagyobb telepének számít, de emellett 115 másik madárfaj is előfordul a szigeteken. 136 halfaj mellett 24-féle cápát figyeltek meg a tudósok, valamint négyféle veszélyeztetett tengeri teknőst: a közönséges cserepesteknőst, a kérgesteknőst, az álcserepesteknőst és a közönséges levesteknőst. 163 puhatestű-faja közül 49 kagylóféle és 114 csiga.